# Jean Gaulin
 (décembre 2017).
Si vous disposez d'ouvrages ou d'articles de référence ou si vous connaissez des sites web de qualité traitant du thème abordé ici, merci de compléter l'article en donnant les références utiles à sa vérifiabilité et en les liant à la section « Notes et références ».
Jean Gaulin est un ingénieur et gestionnaire québécois né en 1942 à Montréal. Il a contribué à la construction de l'empire Ultramar. De 1989 a 1992 a été Chef de la Direction du Groupe Ultramar PLC. Le 1 er Janvier 2002, une fois la fusion conclue avec Valero Energy Corporation, il s'est retiré d'Ultramar Diamond Shamrock, ou il occupait le poste de Président du conseil, président et Chef de la Direction.
Une raffinerie porte son nom à Lévis dans le secteur de Saint-Romuald.